# Nagykátai kistérség
A Nagykátai kistérség kistérség Pest megyében, központja: Nagykáta.

## Települései
| Farmos          | Kóka             | Nagykáta     | Pánd     | Szentlőrinckáta |
| Szentmártonkáta | Tápióbicske      | Tápiógyörgye | Tápióság | Tápiószecső     |
| Tápiószele      | Tápiószentmárton | Tóalmás      | Sülysáp  | Mende           |
| Úri             |                  |              |          |                 |

## Története
2007-ben a Monori kistérségből a Nagykátaiba került Sülysáp, Mende és Úri.

## Lakónépesség alakulása
| Település        | Lélekszám (2009) |
| ---------------- | ---------------- |
| Nagykáta         | 12 739           |
| Sülysáp          | 8 258            |
| Tápiószecső      | 6 434            |
| Tápiószele       | 6 207            |
| Tápiószentmárton | 5 505            |
| Szentmártonkáta  | 4 999            |
| Kóka             | 4 530            |
| Mende            | 4 325            |
| Tápiógyörgye     | 3 756            |
| Farmos           | 3 754            |
| Tápióbicske      | 3 512            |
| Tóalmás          | 3 407            |
| Úri              | 2 713            |
| Tápióság         | 2 705            |
| Pánd             | 2 103            |
| Szentlőrinckáta  | 1 962            |
| Összesen         | 76 909           |